# National Invitation Tournament 2021
Il National Invitation Tournament 2021 è stata la 83ª edizione del torneo. Si è disputato dal 17 marzo al 28 marzo 2021. 
La final four è stata giocata al Comerica Center di Frisco in Texas. 
Ha vinto il titolo la University of Memphis, allenata da Anfernee Hardaway. Miglior giocatore del torneo è stato eletto Landers Nolley II.

## Risultati

### Final Four
|  | Semifinali        | Semifinali        | Semifinali   |              |                | Finale         | Finale | Finale |  |
|  |                   |                   |              |              |                |                |        |        |  |
|  | Colorado St. Rams | Colorado St. Rams | 67           |              |                |                |        |        |  |
|  | Colorado St. Rams | Colorado St. Rams | 67           |              |                |                |        |        |  |
|  | Memphis Tigers    | Memphis Tigers    | 90           |              |                |                |        |        |  |
|  | Memphis Tigers    | Memphis Tigers    | 90           |              | Memphis Tigers | Memphis Tigers | 77     |        |  |
|  |                   |                   |              |              | Memphis Tigers | Memphis Tigers | 77     |        |  |
|  |                   |                   | MSU Bulldogs | MSU Bulldogs | 64             |                |        |        |  |
|  | MSU Bulldogs      | MSU Bulldogs      | MSU Bulldogs | MSU Bulldogs | 64             | 84             |        |        |  |
|  | MSU Bulldogs      | MSU Bulldogs      |              |              |                |                |        |        |  |
|  | L.T. Bulldogs     | L.T. Bulldogs     | 62           |              |                |                |        |        |  |

## Squadra vincitrice
|    | Naz.                       | Ruolo | Sportivo         |  | Alt. |  |  |
| -- | -------------------------- | ----- | ---------------- |  | ---- |  |  |
| 0  | Stati Uniti (bandiera)     | A     | D.J. Jeffries    |  | 201  |  |  |
| 3  | Stati Uniti (bandiera)     | A     | Landers Nolley   |  | 201  |  |  |
| 5  | Stati Uniti (bandiera)     | G     | Boogie Ellis     |  | 191  |  |  |
| 10 | Stati Uniti (bandiera)     | G     | Damion Baugh     |  | 191  |  |  |
| 11 | Rep. Dominicana (bandiera) | A     | Lester Quiñones  |  | 196  |  |  |
| 12 | Stati Uniti (bandiera)     | A     | DeAndre Williams |  | 206  |  |  |
| 32 | Guinea (bandiera)          | C     | Moussa Cissé     |  | 208  |  |  |

- Allenatore: Penny Hardaway